# Gammarus setosus
Gammarus setosus is een vlokreeftensoort uit de familie van de Gammaridae. De wetenschappelijke naam van de soort is voor het eerst geldig gepubliceerd in 1931 door Dementieva.
G. setosus is een veel voorkomende vlokreeft aan de kusten en de ondiepten van de Noordelijke IJszee en de noordelijke kusten van de Grote en de Atlantische Oceaan. Hier bewoont het de zeebodem van het intergetijde gebied.
De soort kan ongeveer 20–30 mm (man) tot 20–35 mm (vrouw) groot worden. Ze zijn geelachtig tot bruin van kleur. Opvallend zijn de lang geveerde setae op het telson. G. setosus kan opportunistisch genoemd worden in voedselkeuze. Ze zijn zowel herbivoor, carnivoor, detrivoor als aaseter.